# Cameron Cartio
Cameron Cartio (Persan/Arabe:کمرون کارتيو - Kamram Sabahi), né le 9 avril 1978 à Téhéran, également connu sous le nom de Cameron, est un chanteur et musicien iranien vivant en Suède depuis 1987, après avoir vécu en Espagne.
Cameron a travaillé comme cuisinier mais se révèle également un auteur-compositeur-interprète de talent. Il fait ses débuts au Melodifestivalen 2005 avec sa chanson Roma, écrite dans une langue que Cameron Cartio a conçue pour l'occasion.
Emmené par le succès de Henna, en duo avec le chanteur de raï Cheb Khaled, Borderless est le premier album du chanteur suédois.

## Album
- Borderless (2006)

## Singles
- Roma (pour le Melodifestivalen)
- Baroon
- Henna (avec Khaled) (2005)
- Henna (Version espagnole avec Khaled) (Tube de l'été 2006)

## Divers
- Cameron chante dans différentes langues comme le persan, l'anglais et l'espagnol et arabe.